# Uilenbord

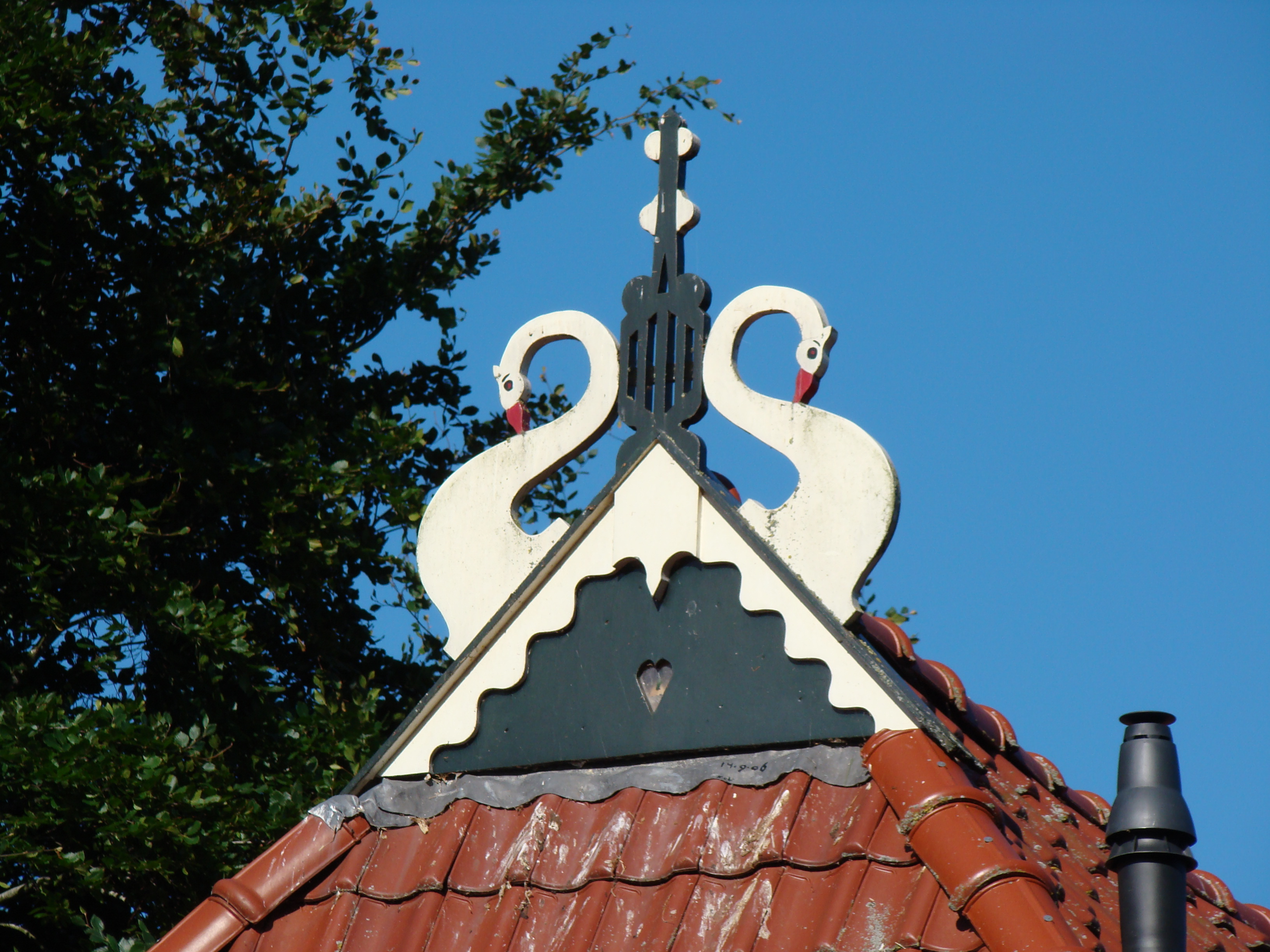
Een uilenbord op een boerderij in Sloten

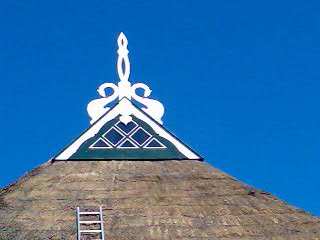
Uilenbord op een boerderij in Wanswerd

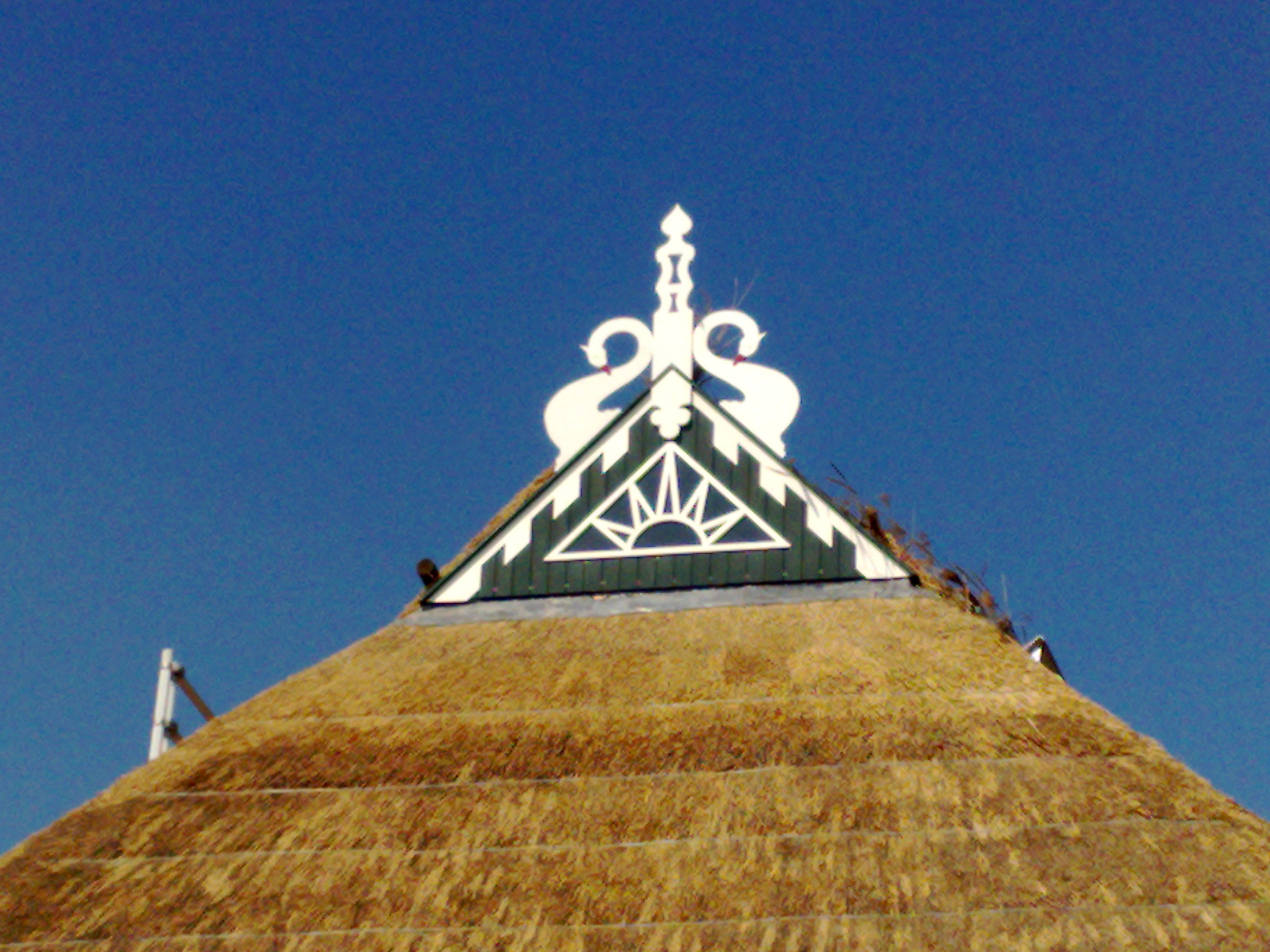
Uilenbord op een boerderij in Surhuisterveen

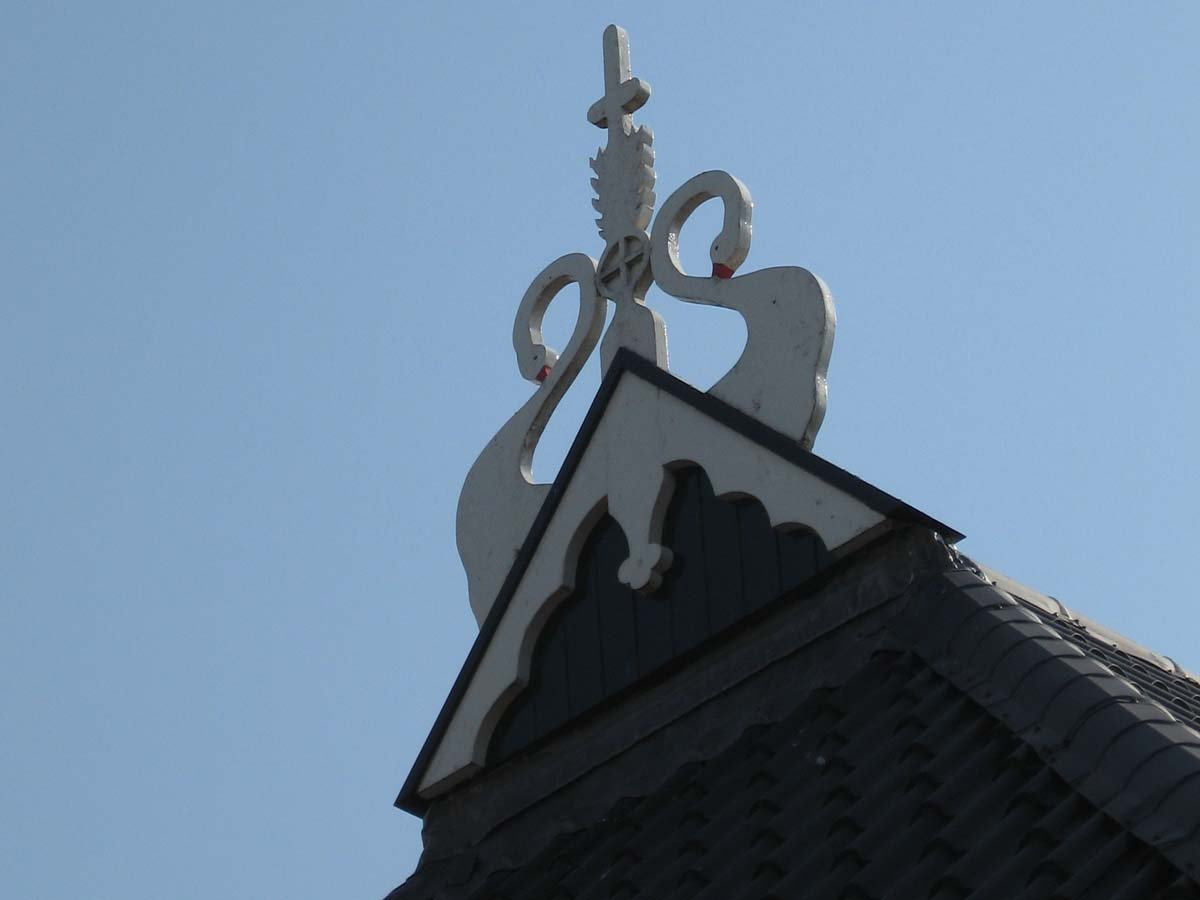
Uilenbord op een boerderij in Midden-Friesland

Een uilenbord (Fries: ûleboerd, Gronings: oelbred, Drents: oelnbret) is een driehoekvormig, verticaal staand schot dat ontstaat door het driehoekvormige eindschild van een schilddak trapeziumvormig af te knotten. Dit driehoekige houten bord diende voor de ventilatie (opening) en om de schuur tegen inwateren te beschermen. Door het gat kunnen kerk- en steenuilen in en uit vliegen. De oudste archiefvermelding is uit 1669.
Een uilenbord bestaat uit twee gedeelten. In het midden een versierde balk die een makelaar wordt genoemd. Aan weerszijden bij de Friese uilenborden een knobbelzwaan met een gekromde hals. Bij de Saksische uilenborden in Nedersaksen maar ook in het aangrenzende Nederlandse Twente en de Achterhoek vaak twee gestileerde paardenhoofden al of niet naar binnen gewend.

## Friese varianten
Er zijn veel verschillende vormen van de makelaar (versierde balk in het midden), welke in zes hoofdgroepen zijn te verdelen, die in de verschillende streken voorkwamen:
- Zuidwesthoek: de makelaar heeft een harpmotief. Een groene harp betekent dat de boer eigenaar was van de boerderij; een witte harp betekent dat de boer de boerderij pachtte. In het vlieggat is een vogeltje uitgezaagd.
- Westergo: de makelaar heeft een opengewerkt zonnerad met een klaverblad (teken van de drie-eenheid op de top. De zwanen hebben een halslint.
- Hennaarderadeel: de makelaar heeft als top een tulp (teken van hoop), daaronder een zon en halve manen (wassende maan en afnemende maan, teken van vruchtbaarheid).
- Kleistreek: de makelaar is lang en slank met een tulp (teken van hoop) op de top. In de driehoek is een zonnerad te zien.
- Friese Wouden: de opengewerkte makelaar heeft bovenin de vorm van een glas en onderin de vorm van een zandloper.
- Midden-Friesland: de makelaar is aan beide zijden versierd met palmtakken (teken van vrede).
- Nes Dongeradeel: Een makelaar met aan weerszijden metalen krullen en is aan weerszijden versierd met zeepaardjes. De kop van het zeepaardje raakt de buik waarin in een opengewerkte motief een tulp is te zien.

## Afbeeldingen

Een schilddak en een schilddak met uilenbord
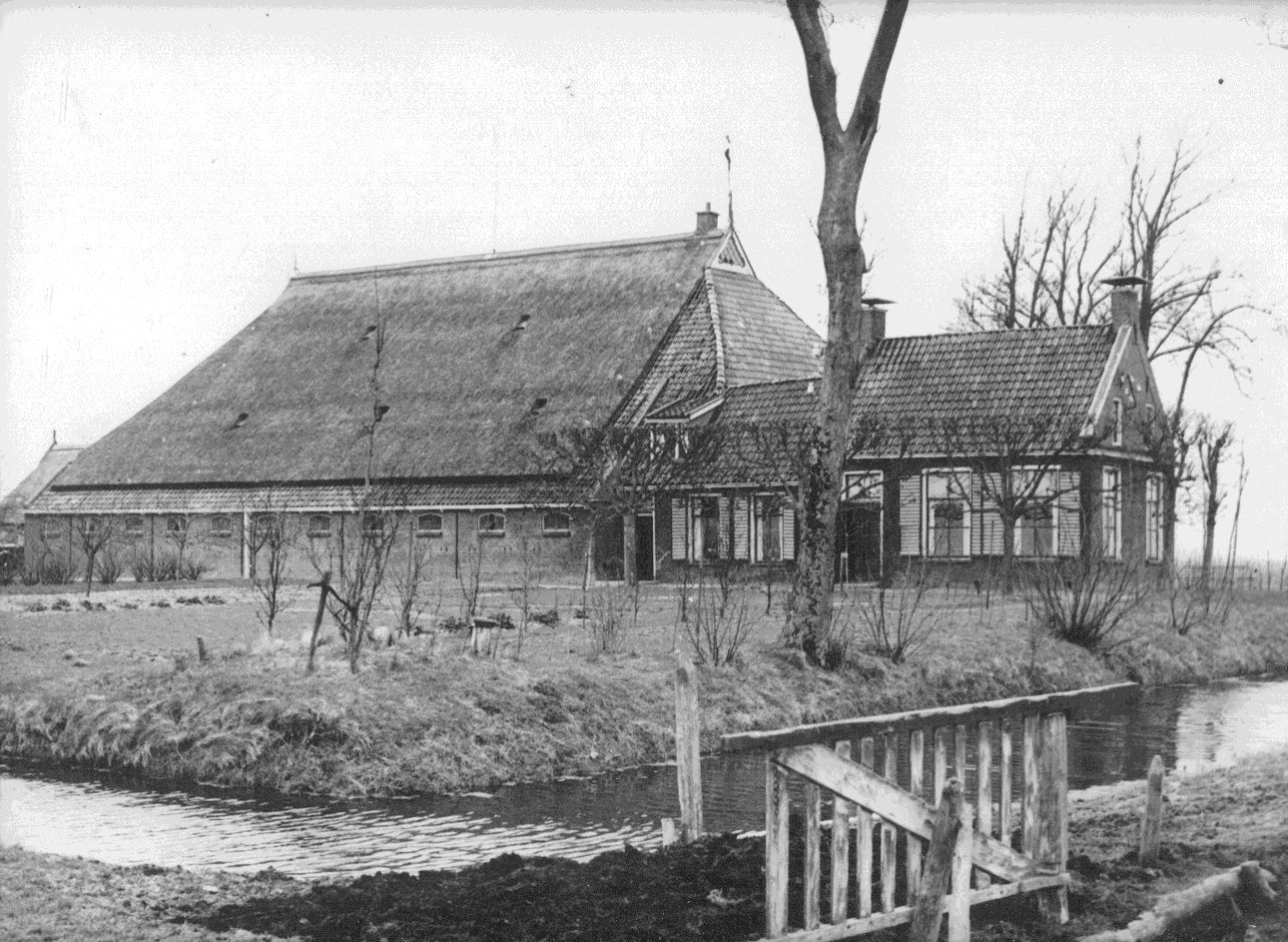
Uilenbord op een kop-hals-romp boerderij in Noordoost-Friesland, 1950
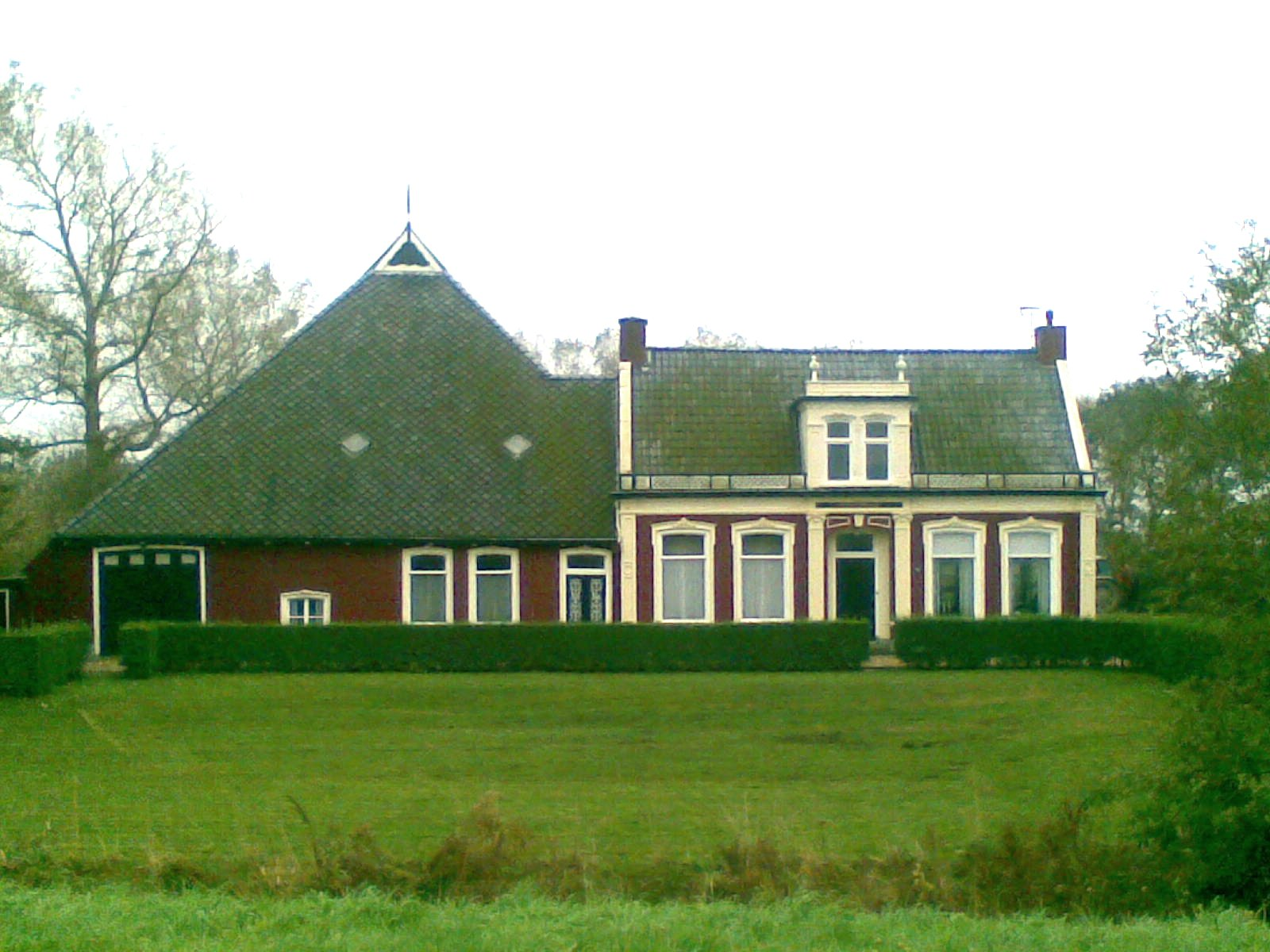
Uilenbord op een boerderij in Het Bildt